# Ибн Ирак
Абу Наср Мансур ибн Али ибн Ирак ал-Джади (араб. أبو نصر منصور بن علی بن عراق الجعدي‎), более известный как Ибн Ира́к (араб. ابن عراق‎, Хорезм, ок. 960 — Газна, ок. 1036) — хорезмийский астроном и математик, ученик Абу-ль-Вафы, учитель аль-Бируни.

## Биография
Ибн Ирак предположительно родился в Гиляне около 960 года (или между 961—965 годами), жил в Кяте. Он был внуком Афригида Ирака и двоюродным братом Абу Абдуллаха Мухаммеда, последнего хорезмшаха из этой династии. Годы его жизни пришлись на период нестабильности в исламском мире. В 995 году Афригиды были свергнуты в результате переворота и к власти в Хорезме пришли Мамуниды. В результате гражданской войны аль-Бируни был вынужден покинуть регион, но его учитель Ибн Ирак спустя некоторое время стал придворным Мамунида Али в Гургандже, а затем и его преемника Абу-л-Аббаса. Мамуниды были покровителями наук и оказывали поддержку ряду выдающихся учёных того времени. Среди них был и аль-Бируни, который примерно с 1004 года возобновил сотрудничество с Ибн Ираком. В 1017 году Хорезм был завоёван Махмудом Газневи и оба учёных последовали вместе с победоносным султаном в Газну. По-видимому, Ибн Ирак провёл оставшуюся часть жизни при дворе Махмуда.
Точная дата смерти Ибн Ирака неизвестна. Согласно сведениям аль-Бируни, он умер до написания его «Рисалы» в 427 году хиджры (1035/1036 год).

## Научная деятельность
В «Книге о построении семиугольника» Ибн Ирак свёл задачу о построении правильного семиугольника к решению кубического уравнения, после чего решил это уравнение с помощью конических сечений, за что удостоился особой похвалы Омара Хайяма.
Ибн Ирак внёс существенный вклад в развитие методов сферической тригонометрии. Он составил подробный комментарий к «Сферике» Менелая. В «Книге об усовершенствовании предложения Менелая в „Сферике“» (المقالة في إصلاح شكل من كتاب منالاوس في الكريات‎) он заменил удвоенные хорды, которыми пользовался Менелай, на синусы. В «Книге о плоской и сферической теореме синусов для прямоугольного и косоугольного треугольников», «Книге азимутов» (كتاب في السموت‎) и в ряде других сочинений Ибн Ирак приводит доказательства сферической теоремы синусов, заменившей в астрономических расчётах теорему Менелая о полном четырёхстороннике. В «Трактате об познании небесных дуг» (الرسالة في معرفة القسيّ الفلكية‎) он вводит полярный треугольник при вычислении сторон данного сферического треугольника по трём его углам; этот метод впоследствии был воспроизведён Насир ад-Дином ат-Туси.
Основное астрономическое произведение Ибн Ирака — «Шахский Альмагест» (المجسطي الشاهي‎), ныне считающийся утерянным. Ряд его сочинений посвящён исправлению или уточнению других астрономических таблиц, составленных его предшественниками. Он написал также «Книгу о проведении азимутальных кругов в астролябии» (الرسالة في مجازات دوائر السُّمُوت في الأسطرلاب‎) и ряд других астрономических трактатов.